# 모치즈키 다쓰야
모치즈키 다쓰야(일본어: 望月 達也, 1963년 4월 20일 ~ )는 일본의 전 축구 선수, 감독이다.

## 구단 경력
1982년부터 1986년까지 하를럼와 텔스타에서 뛰었다. 1986년 일본 사커 리그의 야마하 발동기로 이적했다. 1987-88년에 일본 사커 리그 우승을 차지하였다. 1989-90시즌후 현역 은퇴.

## 지도자 경력
은퇴 후에는 주빌로 이와타, 아비스파 후쿠오카, 쇼난 벨마레의 코치를 거쳐, 2007년 베갈타 센다이의 감독으로 취임하였다.